# Раев, Кумар Григорьевич
Кумар Григорьевич Раев (9 мая 1922, село Алгабас — 22 марта 1978, село Бигаш, Кокпектинский район, Семипалатинская область, Казахская ССР) — управляющий фермой мясного совхоза «Кокпектинский» Министерства совхозов СССР, Кокпектинский район Семипалатинской области, Казахская ССР. Герой Социалистического Труда (1948).

## Биография
Родился в 1922 году в крестьянской семье в селе Алгабас (сегодня — Аксуатский район). Воспитывался в Кокпектинском детском доме, которым руководил Жакия Чайжунусов. С сентября 1938 года по май 1939 года проходил срочную службу в 28-й артиллерийской дивизии. После армии возвратился на родину. С июля 1939 года — учётчик полевой бригады мясного совхоза «Коминтерн» (позднее — «Кокпектинский»). С сентября 1939 года обучался в сельскохозяйственном техникуме в Семипалатинске, по окончании которого трудился счетоводом в совхозе «Кокпектинский» до призыва в Красную Армию по мобилизации в 1941 году. Участвовал в Великой Отечественной войне. Воевал наводчиком 76-мм орудия в составе 210-го армейского запасного артиллерийского стрелкового полка 24-й Армии. Сражался при обороне Сталинграда. Получил ранение. После излечения в госпитале продолжил воевать в составе 13-го гвардейского воздушно-десантного полка 1-й гвардейской воздушно-десантной дивизии 53-й Армии. Войну окончил в Праге, Чехословакия. За годы войны получил шесть ранений, самое тяжёлое — в боях за освобождение Праги. После демобилизации возвратился в Казахстан.
С августа 1945 года — животновод на ферме «Бигач», с декабря 1946 года — управляющий фермой «Комсомольская» совхоза «Кокпектинский». По итогам 1947 года в совхозе было выращено более 90 телят от каждой сотни маток, обеспечив прирост поголовья крупного рогатого скота на 13,8 % от численности стада на начало года вместо запланированных 8 %. В совхозе было получено в среднем с каждого гектара по 32,6 центнера пшеницы с площади 101 гектар, превысив план в два раза. Средняя урожайность по всем зерновым культурам составила 11,4 центнера с гектара, по пшенице — 16,6 центнеров с гектара. Указом Президиума Верховного Совета СССР от 3 мая 1948 года удостоен звания Героя Социалистического Труда за «получение высоких урожаев пшеницы в 1947 году» с вручением ордена Ленина и золотой медали «Серп и Молот» (№ 1870).
Этим же Указом званием Героя Социалистического Труда были награждены директор совхоза Максим Степанович Цепура (лишён звания в 1963 году) и звеньевой Назарбек Саяхимов.
С ноября 1948 по ноябрь 1950 года — заместитель директора совхоза «Кокпектинский». Затем обучался во Всесоюзной школе по подготовке директоров совхозов при Московском пушно-меховом институте. В последующие годы: директор Аксуйского овцеводческого совхоза Талды-Курганского гостреста совхозов (август 1952 — апрель 1954), директор совхоза «Скотовод» (апрель 1954 — сентябрь 1955), директор межрайонной сельскохозяйственной базы, на различных должностях в совхозе «Мынбулакский» Аягузского района и селе Бигаш Кокпектинского района.
В 1955 году участвовал во Всесоюзной выставке ВСХВ.
Погиб в автомобильной катастрофе в марте 1978 года. Похоронен на кладбище села Бигаш Кокпектинского района.
Память
Его именем названа улица в селе Бигаш.
Награды
- Герой Социалистического Труда
- Орден Ленина
- Орден Красной Звезды (28.09.1944)
- Орден Отечественной войны 2 степени (04.06.1945)
- Орден «Знак Почёта» (11.01.1957)
- Медаль «За оборону Сталинграда» (22.12.1942)
- Медаль «За победу над Германией в Великой Отечественной войне 1941—1945 гг.»
- Медаль «За освоение целинных земель» (20.10.1956)
- Медаль ВСХВ (1955)
- Отличник социалистического соревнования (1945)